# Holdsport (program)
Holdsport er et online administrationsredskab til at koordinere til- og afmelding, kommunikation og deslige for sports- hold og klubber. Systemet bruges til organisering af sportshold og -klubber, til organisering af medlemmer, aktiviteter, hjemmeside og kontingent. Applikationudgaven af Holdsport er tilgængelig til iPhone- og Androidsmartphones.
Holdsport blev grundlagt i 2004 af Frank Bjergø, baseret på et problem hvor et vidt forskellige antal deltagere mødte op til træning på det lokale sportshold.
Programmet har siden sin start udviklet sig til mere end et værktøj til organisering af individuelle hold. I dag bruger større klubber det til at administrere deres hold, deres aktiviteter, deres hjemmeside og deres kontingentopkrævninger.
Holdsport har i dag over 600.000 brugere og er reklamebaseret, og det er derfor gratis for brugeren. Ønskes det, kan reklamerne købes væk. 

## Historie

### Løvens Hule
I sæson 3 af den danske reality-tv-serie Løvens Hule, deltog Holdsport over 2 episoder af programmet, hvor virksomheden blev tilbudt 1,5 millioner kroner for 10 procent af erhvervsmanden Christian Stadil, 1 million kroner for 6,6 procent af både Jesper Buch og Tommy Ahlers, tilbud der alle i sidste ende blev afslået af Holdsport, da virksomheden og 'Løverne' ikke kunne nå til enighed om virksomhedens værdiansættelse.

## Hjemmesidemodul
Som Holdsport udviklede sig, er der kommet flere funktioner til med tiden, deriblandt et hjemmesidemodul, der skabte en hjemmeside baseret på det indhold klubben i forvejen havde i
liggende inde i systemet. Hjemmesidefunktionen består af et simpelt system, hvor bruger opsætter sin hjemmeside inddelt i elementer, der dikterer hjemmesidens udsende. Brugeren kan rykke rundt på disse elementer, så de står i den rækkefølge der ønskes, og hjemmesidens indhold vises derefter. Et eksempel på et sådan element, kan være klubbens kampkalender. Det er gratis for klubben at benytte hjemmesidefunktionen, da der på siden en enkelt reklame, der dog kan købes væk. 